# Rolf Kayser (Kunstgießer)
Rolf Kayser (* 1960 in Saarbrücken) ist ein deutscher Ziseleurmeister und  Kunstgießer.

## Leben

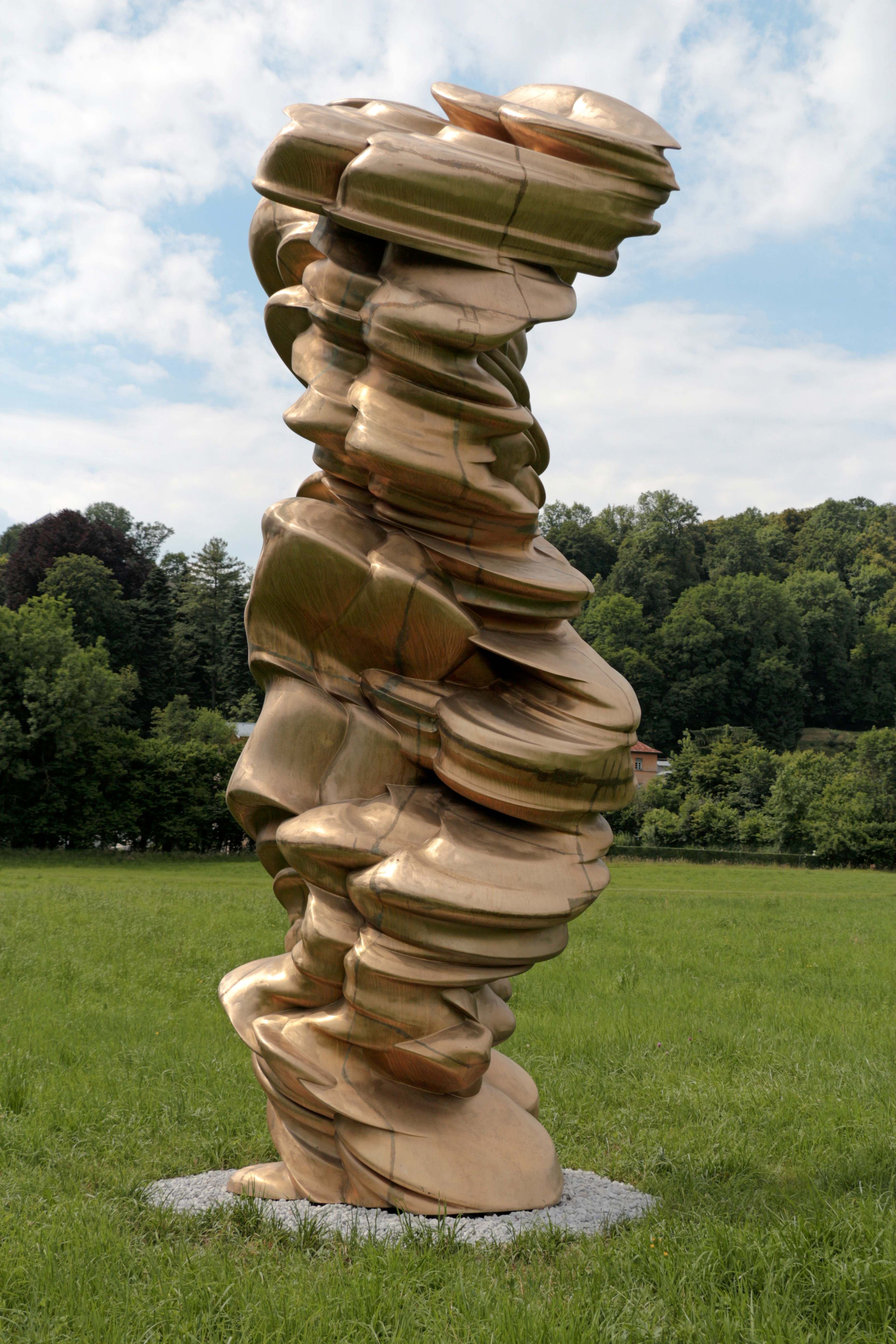
Tony Craggs Mixed Feelings auf dem Krauthügel in Salzburg 2014, Guss Rolf Kayser.

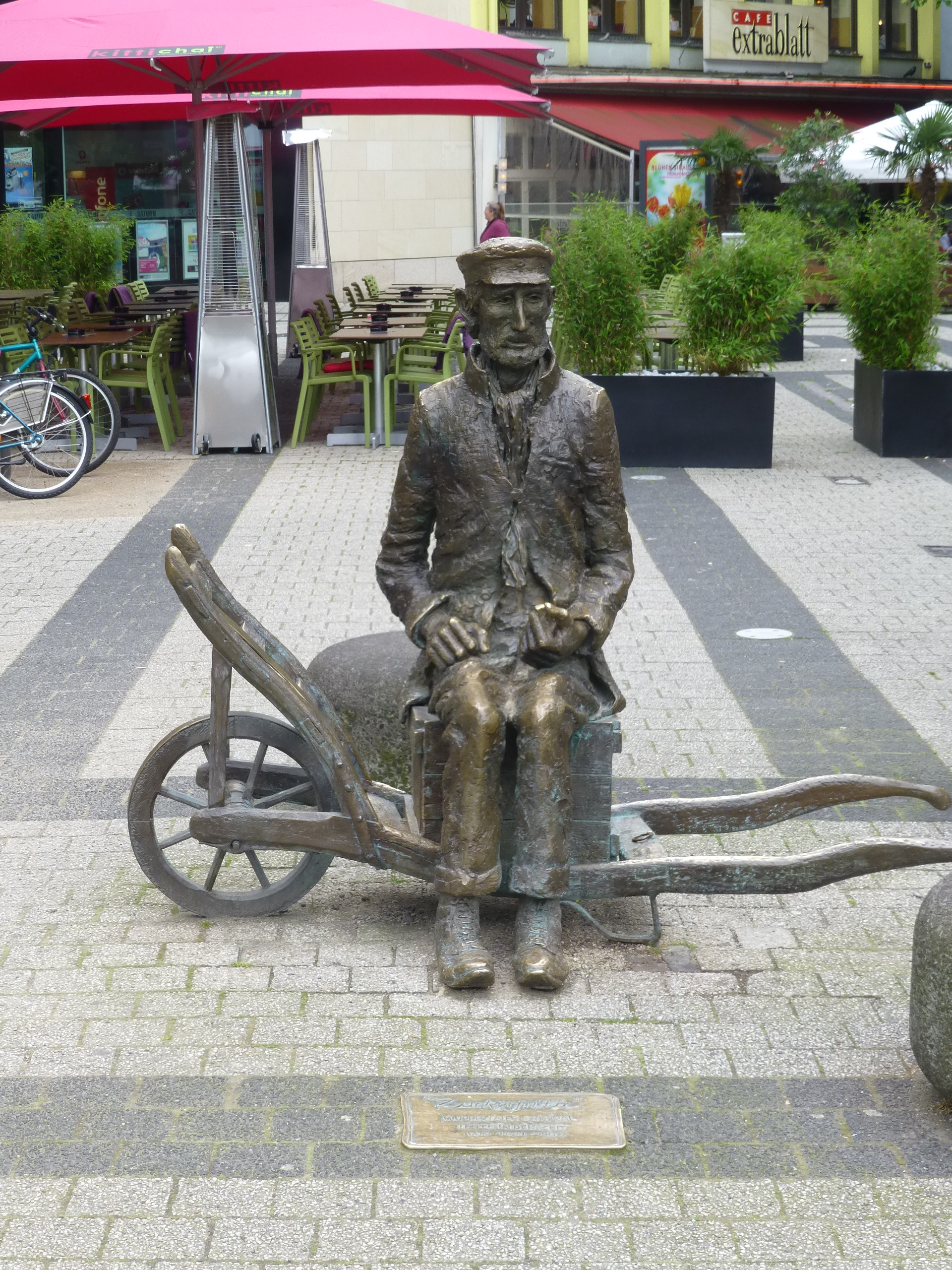
Ulle Hees’ Zuckerfritz, 2014 auf dem Kerstenplatz in Wuppertal-Elberfeld, handwerklich umgesetzt von Rolf Kayser.

Rolf Kayser entstammt einer Zinngießerfamilie. Sein Großvater betrieb die Zinngießerei Kayser in Krefeld, deren Objekte im Jugendstil heute unter Sammlern begehrt sind. 1978 begann Kayser eine Ausbildung zum Ziseleur in Düsseldorf. 1999 übernahm er als Ziseleurmeister seinen Lehrbetrieb, die Gießerei Raimund Kittls, und löste seinen Meister in dessen Werkstatt im Düsseldorfer Hafen ab.
Unter Kaysers Leitung setzte die Gießerei Arbeiten zahlreicher Bildhauer handwerklich um, darunter waren Künstler wie Tony Cragg (Las Vegas, Mixed Feelings), Thomas Schütte, Katharina Fritsch, Ulle Hees (Zuckerfritz), Richard Deacon (Gripping), Wilhelm Mundt, Hede Bühl, Paloma Varga Weisz, Till Hausmann (Toni-Turek-Denkmal), Pia Stadtbäumer, Johannes Brus, Bogomir Ecker, Ariane von Mauerstetten, Ingo Ronkholz, Carl Emanuel Wolff, Magdalena Abakanowicz., Schwan Kamal und Stefan Sous.